# Феліпе Ліма
Феліпе Ліма (порт. Felipe Lima, 5 квітня 1985) — бразильський плавець.
Учасник Олімпійських Ігор 2012 року.
Призер Чемпіонату світу з водних видів спорту 2013, 2019 років.
Призер Чемпіонату світу з плавання на короткій воді 2016, 2018 років.
Переможець Панамериканських ігор 2011, 2015 років, призер 2007, 2019 років.
Переможець Південнамериканських ігор 2014 року.
Призер літньої Універсіади 2007 року.